# Gene MacLellan
Gene MacLellan (* 2. Februar 1938 in Val-d’Or, Québec; † 19. Januar 1995 in Summerside, Prince Edward Island) war ein kanadischer Singer-Songwriter. Er komponierte unter anderem die von der Sängerin Anne Murray intonierten Lieder Snowbird, Put Your Hand in the Hand und The Call sowie die von ihm veröffentlichten Lieder Pages of Time und Thorn in My Shoe. Elvis Presley, Lynn Anderson, Loretta Lynn, Joan Baez und Bing Crosby gehören zu der Vielzahl der Künstler, die Lieder von MacLellan aufnahmen.

## Frühes Leben
MacLellan wurde 1938 im kanadischen Val-d’Or geboren. Er wuchs in Toronto in einer presbyterianischen Arbeiterfamilie auf. Als Kind erkrankte er an Infektionskrankheit Poliomyelitis (Kinderlähmung).
1956 gründete er mit weiteren Musikern in Toronto die Rockband The Consuls. Bis 1960 sang er und spielte die Lead- sowie die Rhythmusgitarre. 1963 erlitt MacLellan einen Autounfall, bei dem sein Vater verstarb. Ihm selbst blieben Narben auf der linken Seite seines Gesichtes. 1964 zog er zu seiner Tante nach Pownal in die kanadische Provinz Prince Edward Island, wo er als Landarbeiter und psychiatrischer Betreuer arbeitete.

## Karriere
Während seines Aufenthaltes auf Prince Edward Island fing MacLellan mit dem Schreiben von Liedern an. Aus einer Betrachtung eines Schwarms Schneeammern am Strand entstand das Lied Snowbird. 1970 trat MacLellan in der Sendung Don Messer’s Jubilee zum ersten Mal im Fernsehen auf. Im selben Jahr wurde er an der Seite von Anne Murray und Bill Langstroth regelmäßiger Interpret der CBC-Produktion Singalong Jubilee.
Im gleichen Jahr wurde die von Anne Murray aufgenommene Single Snowbird in Kanada und den Vereinigten Staaten zum Hit. Die Broadcast Music Incorporated zeichnete MacLellan als ersten kanadischen Texter aus, dessen Lied mehr als eine Million Mal in den Vereinigten Staaten gespielt wurde.
Zudem veröffentlichte MacLellan das nach ihm benannte Album, welches das Lied The Call beinhaltet und ein weiterer Hit für Anne Murray wurde.
1971 gewann MacLellan den Juno Awards als „kanadischer Komponist des Jahres“, während Murray als „beste Sängerin“ ausgezeichnet wurde. Murray nahm einen weiteren Titel von MacLellan auf. Just Bidin’ My Time erschien auf der B-Seite der Single Snowbird.
MacLellans schüchterne und introvertierte Art erschwerten ihm die öffentlichen Auftritte. Anfang 1972 begann seine erste landesweite Tournee. Er spielte in Toronto in der Massey Hall, auf der jährlich im Spätsommer stattfindenden Messe- und Jahrmarktveranstaltung Canadian National Exhibition sowie im Riverboat coffee house.
1971 veröffentlichte die kanadische Band Ocean MacLellans Put Your Hand in the Hand und erreichte in den Vereinigten Staaten Platz 2 der Pop-Charts. Über 100 Interpreten, darunter Elvis Presley, Joan Baez und Bing Crosby, coverten dieses Lied.
MacLellans zweites Album If It’s Allright With You erschien 1977. Zwei Jahre später widmete er sich dem Gospel und nahm mit Marty Reno das Album Gene und Marty auf. Von 1980 bis zu seinem Tod 1995 trat MacLellan nur noch im nicht-kommerziellen Rahmen an Orten wie Kirchen, Gefängnissen und Altenheimen auf. Er engagierte sich in der christlichen Organisation „Cons for Christ“, die sich für die Rehabilitation kanadischer Gefängnisinsassen einsetzt.

## Psychische Gesundheit und Tod
MacLellan litt während seines ganzen Lebens an Depressionen. Später verschlechterte sich sein Zustand, was zu einem Krankenhausaufenthalt im Prince County Hospital in Summerside führte. Kurz nach seiner Entlassung beging MacLellan am 19. Januar 1995 in seinem Haus in Summerside Selbstmord.

## Auszeichnungen und Ehrungen nach sein Tod
MacLellan wurde postum 1995 in die Canadian Country Music Hall of Fame aufgenommen. 1996 wurde er mit dem Dr. Helen Creighton Lifetime Achievement Award der East Coast Music Association ausgezeichnet.
Ron Hynes komponierte innerhalb von 10 Minuten das Lied Godspeed, als er von MacLellans Tod erfuhr.
Der kanadische Folksänger John Gracie veröffentlichte das Tributalbum A Gene MacLellan Tribute, welches Platz 36 der kanadischen Charts erreichte.
MacLellans Tochter Catherine präsentierte 2017 eine Show mit dem Titel If It’s Allright with You — The Life and Music of my Father Gene MacLellan. Sie wurde „teilsweise als Theater, teilweise als Lektion in isländischer Musikgeschichte sowie teilweise als Kampagne zur Sensibilisierung für mentale Gesundheit“ beschrieben. Ihr Album If It’s Alright With You: The Songs Of Gene MacLellan wurde am 30. Juni 2017 von True North Records veröffentlicht. Catherine MacLellan ist sich sicher, dass ihr Vater die Hommage zu würdigen wüsste:

“He would be happy to know his songs continue on, being remembered and given a new spark. It’s a testament to what a young guy from very humble beginnings can do.”

„Er wäre glücklich zu wissen, dass seine Songs weiterleben, dass man sich an sie erinnert und ihnen einen neuen Funken gibt. Sie sind ein Beweis dafür, was ein junger Kerl aus sehr bescheidenen Verhältnissen erreichen kann.“

2018 wurde der Dokumentarfilm The Song and the Sorrow, der das Leben, die Musik und die psychischen Erkrankungen MacLellans behandelt, veröffentlicht.

## Diskografie

### Alben
- 1970: Gene MacLellan
- 1970: Street Corner Preacher
- 1977: If It’s Alright with You
- 1979: Gene & Marty (mit Marty Reno)
- 1997: Lonesome River (postume Kompilation)

### Singles
- 1970: The Call (Gene MacLellan)
- 1970: Thorn in My Shoe (Gene MacLellan)
- 1971: Isle of Saint Jean (Gene MacLellan)
- 1971: Pages of Time (Gene MacLellan)
- 1972: Lonesome River
- 1972: I Get Drunk on Monday
- 1977: Shilo Song (If It’s Alright with You)